# Піаніст-віртуоз (збірка вправ)
«Піаніст-віртуоз. 60 вправ, для досягнення швидкості, незалежності, сили і рівномірного розвитку пальців, а також легкості руху кисті»( фр. Le pianiste virtuose en 60 exercices, calculés pour acquérir l'agilité, l'indépendance, la force et la plus parfaite égalité des doigts ainsi que la souplesse des poignets Le pianiste virtuose en 60 exercices, calculés pour acquérir l'agilité, l'indépendance, la force et la plus parfaite égalité des doigts ainsi que la souplesse des poignets) — відомий збірник вправ французького музичного педагога Шарля Луї Ганона, який використовується при навчанні гри на фортепіано, вперше опублікований в 1873 році в Булоні. Поряд з етюдами Черні, цей збірник Ганона є найчастіше використовуваним для розвитку фортепіанної техніки в перші роки навчання. Існує думка, що в основі музичного матеріалу є твори Й. С. Баха, насамперед Токата і фуга ре-мінор, перетворюючи окремі мотиви на циклічні послідовності.

## Історія
Ця збірка вправ є третьою частиною чотирьохтомного навчального посібника: перша частина навчала початківця піаніста азам техніки і нотації, друга включала оброблені для дидактичних цілей п'єси і фрагменти фортепіанних творів минулого, а заключна частина складалася з фортепіанних п'єс самого Ганона. 
У 1878 році праця Ганона отримала срібну медаль на Всесвітній виставці в Парижі і прийнята як навчальний посібник Паризької консерваторії, про що свідчить опублікований в перевиданні цього року лист провідних викладачів консерваторії — Антуана Мармонтеля, Жоржа Матіа і Фелікса Ле Куппе. 
У наступні роки збірка стала всесвітньо відомою як серед музикантів, так і серед музичних педагогів.

## Огляд
Вправи призначені для вирішення загальних задач піаністичної майстерності. Зокрема, це «схрещування великого пальця», посилення четвертого і п'ятого пальців, а також трелі. Вправи призначені для вивчення по одній, а потім послідовної гри в порядку, в якому вони розміщені. Окрім підвищення технічних можливостей, гра вправ поспіль у швидкому темпі сприятимуть тренуванню витривалості. Вправи розділені на три частини:
1. Вправи 1 — 20: під назвою «підготовчі вправи», найвідоміші вправи і використовуються для розвитку сили та незалежності пальців. Кожна вправа містить послідовність 8 вісімок, починаючи з «до», і потім повторюються від кожної наступної клавіші в діапазоні двох октав. Потім вправи повторюються у зворотньому — низхідному порядку до початкової ноти «до». Вправи передбаченні для вивчення групами по три, за винятком перших двох, які практикуються разом.
2. Вправи 21 — 43: під назвою «подальші вправи для розвитку віртуозної техніки.» Цей складніший розділ призначений для вивчення після того, як піаніст повністю засвоїть Частину 1. Ця частина включає гами та арпеджіо.
3. Вправи 44 — 60: під назвою «віртуозні вправи для оволодіння найбільшими технічними труднощами» оскільки цей розділ значно складніший, Ганон рекомендує засвоїти обидві попередні частини, перш ніж переходити до цієї. Ця частина включає повторювані ноти, повторювані подвійні ноти, гами в терцію і октаву, тремоло та багато іншого.

Після засвоєння всіх трьох частин Ганон рекомендує виконувати всі вправи щодня, щоб зберегти техніку.

## Критика
Вправи Ганона найчастіше критикують за те, що, якщо учні вправлятимуться на чисто фізичних вправах, це призводить до немузичного, механістичного ставлення до фортепіано. Критики стверджувати, що немузична практика притуплює музичні почуття, особливо коли це нав'язується дітям та початківцям (хоча у вступі Ганон стверджує, що вправами слід займатися приблизно через рік після початку занять на фортепіано), яким потрібно більше розвивати музичні ввідчуття ніж фізичну вправність. Вправи можуть знищити в учня музикальність, звівши гру на інструменті до технічних навичок. Крім того, одноманітність вправ може позбавити інтересу до музики, особливо дітей.
Також відзначається, що вправи в до мажорі, без чорних клавіш, занадто відірвані від реальних творів. Тому вони рекомендують переводити їх в інші тональності. Інші критики відзначали, що руки у вправах Ганона діють занадто синхронно, що не сприяє прискоренню розвитку незалежності рук.